# Gemeinnützige Aktiengesellschaft
Die gemeinnützige Aktiengesellschaft (gAG) ist eine Rechtsform in Deutschland. Sie ist
- eine Kapitalgesellschaft in der Rechtsform einer Aktiengesellschaft,
- ein Unternehmen, dessen Erträge für gemeinnützige Zwecke verwendet werden (§ 55 Abs. 1 Nr. 1 Satz 2 AO),
- ein Unternehmen, das in Teilen von der Körperschaftsteuer und Gewerbesteuer befreit ist.

Die Bezeichnung „gemeinnützige“ AG ist eine steuerrechtliche Besonderheit, mit der auf eine gemeinnützige Ausrichtung der AG hingewiesen werden soll. Entsprechen Satzung und tatsächliche Geschäftsführung den Anforderungen des Gemeinnützigkeitsrechts der Abgabenordnung, wird die Gesellschaft von bestimmten Steuern ganz oder zum Teil befreit.
Mit der Gründung einer gemeinnützigen Aktiengesellschaft besteht die Möglichkeit, einen laufenden Geschäftsbetrieb funktional einer Stiftung anzunähern. Es kommt häufig vor, dass gemeinnützige Stiftungen als Aktionäre von gemeinnützigen AGs fungieren und – weil Stiftung und AG als separate juristische Personen agieren – auf diese Weise ein Unternehmen aus dem Stiftungsvermögen ausgliedern.
Die Verbreitung der gAG hat erst mit dem „Gesetz für kleine Aktiengesellschaften und zur Deregulierung des Aktienrechtes“ im Jahre 1994 zugenommen.

## Vorschriften
Neben den Vorschriften des Aktiengesetzes gelten auch die Vorschriften des Handelsgesetzbuchs und des Bürgerlichen Gesetzbuchs. Die Anerkennung der Gemeinnützigkeit erfolgt durch das Finanzamt. Diese Anerkennung setzt eine auf gemeinnützige Zwecke gerichtete Satzung voraus.

## Struktur
Nach dem Aktienrecht gelten die grundsätzlichen Anforderungen an die Struktur, den Gesellschaftsvertrag und die Geschäftsführung einer „normalen“ Aktiengesellschaft auch für die gAG. Zusätzlich muss die Satzung die Voraussetzungen des Gemeinnützigkeitsrechts erfüllen. Zu diesen Anforderungen gehört u. a.:
- Die Gesellschaft muss einen gemeinnützigen, mildtätigen oder kirchlichen Gesellschaftszweck haben.
- Der Unternehmensgegenstand muss aus Aktivitäten zur Erfüllung dieses steuerbegünstigten Zwecks bestehen.
- Der Zweck muss selbstlos, ausschließlich und unmittelbar verfolgt werden.
- Aus der Satzung muss sich ergeben, dass das Vermögen der Gesellschaft – mit Ausnahme der Stammeinlagen – bei Auflösung der Gesellschaft oder Wegfall der steuerbegünstigten Zwecke nicht an die Aktionäre ausgeschüttet wird, sondern an eine andere steuerbegünstigte Körperschaft (Vermögensbindung).

## Steuerliche Handhabung
Vorteile der gemeinnützigen AG liegen vor allem im Steuerrecht und hier in der Befreiung von der Körperschaftsteuer und der Gewerbesteuer. Daneben erhält die gemeinnützige AG die Berechtigung, Zuwendungsbestätigungen für Spenden auszustellen. Diese Bestätigungen führen beim Spender zum Sonderausgaben- oder Betriebsausgabenabzug. Bei Leistungen im ideellen Bereich entfällt die Umsatzsteuer, für Leistungen in Zweckbetrieben gilt der reduzierte Umsatzsteuersatz von zurzeit 7 Prozent und für Leistungen im wirtschaftlichen Geschäftsbetrieb müssen grundsätzlich 19 Prozent abgeführt werden.

## Vor- und Nachteile, Besonderheiten
Die gemeinnützige AG paart die Vorteile der typischen, auf gewerbliche Aktivität gerichteten Rechtsform der AG mit den Steuervorteilen, die das Gemeinnützigkeitsrecht bietet. Sie ist ein Rechtsgebilde des Übergangs zwischen dem gemeinnützigen und dem gewinnorientiert tätigen Sektor. So wird beispielsweise das Ehrenamt, welches für Vereine und Stiftungen noch kennzeichnend ist, bei der AG regelmäßig ersetzt durch einen hauptamtlich tätigen Vorstand. Die dafür benötigten finanziellen Mittel stammen aus den Einkünften der AG. Andererseits können durch bestimmte Buchführungs- und Publizitätspflichten höhere Verwaltungskosten entstehen.
Über die Verbriefung der Aktionärsstellung in Aktien können die Beteiligungsverhältnisse einfach, aber kontrollierbar (durch Namensaktien) verändert und an den Vorstellungen der Beteiligten ausgerichtet werden. Die Aktiengesellschaft ist daher als Rechtsform für besonders intensiv dem Wettbewerb ausgesetzte Bereiche des Sozialen Engagements gut geeignet.
Weiterhin bietet sich die Aktiengesellschaft zur besseren Einbeziehung der Bürger in die Arbeit des Dritten Sektors an.
Besonders vielfältige Partizipationsmöglichkeiten bietet hier die Organisations- und Unternehmensform der gemeinnützigen Aktiengesellschaft. Der Erwerber von Aktien wird Miteigentümer des Unternehmens und bekommt als solcher ein besonderes Mitspracherecht. Dass die gemeinnützige Aktiengesellschaft an ihre Aktionäre keine Dividende ausschütten darf, wird durch die unternehmerischen Mitwirkungsmöglichkeiten aufgewogen. Denn der Aktionär wird regelmäßig über die Entwicklung „seines“ Unternehmens informiert und er kann seine Vorstellungen und Erfahrungen auf der Hauptversammlung, bei Interesse auch im Beirat, einbringen.
Dadurch beeinflusst er den gesellschaftlichen Umgang mit sozialen Problemlagen und wirkt an der Entwicklung seines Unternehmens mit. Gleichzeitig kann er seinem bürgerschaftlichen Engagement Ausdruck verleihen und mit seiner Aktionärsstellung im gesellschaftlichen Umfeld „ein Zeichen setzen“.
Aus der Sicht des Unternehmens steht im Vordergrund, dass die Geldgeber, anders als bei Spenden, in die weitere Entwicklung ihres Unternehmens einbezogen bleiben. Auch können Mitarbeiter als Aktionäre beteiligt und dadurch ideell eingebunden werden.